# Ришпен, Элиана
Элиана Ришпен (фр. Éliane Richepin, урождённая Прадель, фр. Pradelle; 23 ноября 1910, Париж — 9 марта 1999, Париж) — французская пианистка.
Окончила Парижскую консерваторию, где среди её учителей по фортепиано были Жорж Фалькенберг, Альфред Корто, Маргерит Лонг и Ив Нат, изучала также композицию у Анри Бюссе. Вышла замуж за Тристана Ришпена, автора популярных песен, сына композитора Тьярко Ришпена и внука поэта Жана Ришпена.
На протяжении нескольких десятилетий вела интенсивную концертную деятельность, выступив около 700 раз с оркестром и дав около 1200 сольных концертов. В первую очередь считалась специалистом по произведениям Фридерика Шопена и Клода Дебюсси. На заре карьеры выступала также как композитор — в частности, Фантазия для фортепиано с оркестром Ришпен, впервые исполненная ею с Оркестром Падлу под руководством Альбера Вольфа, была удостоена премии.
Преподавала в различных странах и учебных заведениях, в том числе в основанном ею самой Парижском международном музыкальном университете (фр. l’Université Musicale Internationale de Paris); среди учеников Ришпен, в частности, Роже Мюраро. Основала национальный (в дальнейшем международный) конкурс пианистов в Монтевидео (1963) и музыкальный фестиваль в Анси (1967).